# Cathorops aguadulce
Cathorops aguadulce és una espècie de peix de la família dels àrids i de l'ordre dels siluriformes que es troba des del riu Panuco (Mèxic) fins al llac d'Izabal (Guatemala).
Els mascles poden assolir els 22,7 cm de llargària total.